# Raión alemán de Karl Liebknecht
El raión alemán de Karl Liebknecht (en alemán: Deutscher Rayon Karl-Liebknecht; en ucraniano: Карл-Лібкнехтівський німецький район) fue un distrito nacional situado en la RSS de Ucrania, una de las repúblicas de la URSS, con capital en Karl Liebknecht.

## Geografía
El raión contenía los municipios de Waterloo, Worms, Halbstadt, Sultski, Johannestal, Karlsruhe, Katerinenthal, Landau, Mijáilivka, Miunchen, Rastatt, Rohrbach, Sheinfeld y Speyer.

## Historia
El raión se formó el 30 de abril de 1925 en el territorio del antiguo distrito colonial de Berezan con el nombre de raión alemán de Landau (en alemán: Deutscher Rayon Landau; en ucraniano: Ландауський німецький район). En 1926 pasó a llamarse raión alemán de Karl-Liebknecht y formó parte del ókrug de Mikolaiv. El 27 de febrero de 1932, Karl-Liebknecht y su raión fueron transferidos al óblast de Odesa.
La población mostró una resistencia tangible a la colectivización total: a finales de febrero de 1930, a pesar de las duras medidas de las autoridades, sólo el 51% de los hogares se encontraban en granjas colectivas. Desde 1931 hasta el 5 de mayo de 1939 se publicó el periódico distrital La ofensiva socialista (en alemán: Der sozialistischer Vormarsch). En 1934, los empleados del NKVD de la URSS descubrieron "células subversivas" en la zona, y pronto el "grupo fascista de alemanes y austriacos" fue liquidado allí, según los materiales del caso, emigrantes políticos alemanes que se encontraban en los orígenes del desarrollo del raión nacional fueron reprimidos. 
Según el decreto de la RSS de Ucrania, el raión nacional de Karl-Liebknecht quedó disuelto el 20 de febrero de 1939. El 7 de abril de 1939, Worm fue transferido al raión de Berezivka del óblast de Odesa; Halbstadt, Sultski, Johannestal, Karl-Libknecht, Karlsruhe, Katerinenthal, Sheinfeld se entregaron al raión de Varvarivka; Waterloo, Rohrbach, Speyer fueron a parar al raión de Veselinove, ambos en el óblast de Mikolaiv.

## Demografía
En el raión había 24 asentamientos, de los que 19 alemanes y 5 ucranianos. En 1926, el raión tenía una población de 26.906 habitantes, de los cuales el 91% eran alemanes, el 4,9% eran ucranianos, el 1,7% eran rusos y judíos, el 1,5%. El 1 de enero de 1930, la población era de 27.056 personas, donde los alemanes representaban el 89,9% de la población. 

## Economía
En la zona se concentraron importantes reservas de colonización, que sumaban más de 11.000 hectáreas de tierra cultivable, lo que había este raión uno esencialmente agrícola. El lugar estaba especializado en agricultura (principalmente trigo cultivado de invierno y primavera, así como maíz), cría de ganado lechero, horticultura, viticultura. En la segunda mitad de la década de 1920 funcionaban aquí 11 molinos de vapor, 2 molinos de mantequilla y una fábrica de ladrillos. El número total de cabezas de ganado en noviembre de 1925 era de 6.766 caballos, 14 bueyes, 7.315 vacas, 105 cabras y 3.603 cerdos. Había tres asociaciones de criadores (tenían 156 caballos de pura sangre) y dos asociaciones de pastores.
El 77,1% de la tierra estaba sembrada, de la cual el 88,5% estaba ocupada por cereales y el 6,7% por cultivos industriales (girasol). Las granjas colectivas constituían el 23,1% de los trabajadores del distrito, y los obreros industriales, el 0,5%. Desde mediados de la década de 1920, los tractores se utilizan para la labranza. En 1928, se crearon 10 estaciones de máquinas y tractores (MTS). Además había ocho sociedades de crédito agrícola, que concedían préstamos para semillas y pequeños préstamos en efectivo a sus miembros en condiciones preferenciales, apoyaban a las explotaciones agrícolas de baja potencia.

## Infraestrutura

### Educación
A finales de la década de 1920, la red escolar constaba de 19 escuelas (incluidas 2 escuelas de siete años), una escuela agrícola que formaba ingenieros agrónomos para las granjas de todo el óblast de Odesa. 

### Sanidad
La atención médica a la población estuvo a cargo de 4 médicos de 4 hospitales con capacidad para 42 plazas.

## Cultura
La red cultural y educativa del distrito era bastante extensa. La infraestructura cultural en 1925 consistía en 3 clubes, 6 salas de lectura en cabañas con un fondo bibliotecario total de 1.000 ejemplares. Bajo sus órdenes operaban dos orquestas, ocho teatros y un gran número de grupos sociopolíticos.